# Królestwo Zety
Królestwo Zety – państwo istniejące od połowy XI wieku do II połowy XII wieku na terenach pomiędzy Górami Dynarskimi a Jeziorem Szkoderskim (obecnie teren Czarnogóry) zamieszkałych przez serbskie plemię Duklan.
Utworzone na tym terenie na przełomie VIII i IX wieku plemienne państwo nosiło pierwotnie nazwę Dukli. Na początku XI wieku zostało najpierw podbite przez Bułgarię, a następnie uzależnione od Bizancjum. Odrodzone w połowie XI wieku państwo zaczęto nazywać Zetą od nazwy rzeki wpadającej do Moračy, a z nią do Jeziora Szkoderskiego.

## Dzieje polityczne

### Początki Zety
Po śmierci władcy Dukli księcia Jana Włodzimierza w 1016 roku jego państwo zostało przyłączone do Bułgarii. W 1018 roku Bizantyńczycy dokonali ostatecznego podboju zachodniego carstwa bułgarskiego i przejęli hegemonię nad państwami serbskimi. Cesarz Bazyli II utworzył tem z siedzibą w Dubrowniku dla sprawowania władzy nad księstwami Primorja, w tym również Dukli. Księstwo Dukli odzyskało ograniczoną samodzielność. Na tronie książęcym zasiadł krewny Jana Włodzimierza Stefan Dobrosław, który uznał się lennikiem cesarza bizantyńskiego. Ośrodek jego państwa stanowił początkowo dwór w Papratnej, położony w pobliżu miasta Kotor, które uznało jego władzę. Z czasem centrum państwa przesunęło się na nizinę położoną wokół Skadaru, który został nową stolicą państwa.
Po śmierci Bazylego II w 1025 roku potęga Bizancjum w Dalmacji zaczęła słabnąć. Sukcesy zachodniego sąsiada, Stefana Wojsława, księcia Zahumla, w walce z Bizantyńczykami, skłoniły również Stefana Dobrosława do wystąpienia przeciw Bizancjum. W latach 1043–1050, wspólnie z synami, dwukrotnie pokonał dwóch wodzów bizantyńskich, a następnie także lennika bizantyńskiego, kolejnego władcę Zahumla Ljutovida i odebrał mu Trawunię. Wydarzenia te uznawane są za początek Zety.

### Utworzenie królestwa
Po śmierci Stefana Dobrosława, około 1052 roku, tron książęcy odziedziczył jego syn Michał I. Nowy książę związał się sojuszem z Bizancjum: otrzymał tytuł i pensję protospathara oraz krewniaczkę cesarza za żonę. Został też wpisany na listę sojuszników i przyjaciół Romejów. Nie przeszkodziło mu to wykorzystać osłabienia pozycji Bizancjum na Bałkanach w wyniku klęski pod Mantzikertem w 1071 roku i osadzić na stolicy wielkożupańskiej w Raszce swego syna Petrisława. Michał wspomógł również powstanie w macedońskim Skopje przeciw Bizancjum, mając nadzieję osadzić drugiego z synów na tronie carów Bułgarii. Powstańcy mieli bowiem zamiar wskrzesić carstwo Samuela. Powstanie zakończyło się klęską. Książę Michał utracił władzę nad Raszką i musiał przy pomocy floty weneckiej uwalniać syna Konstantyna Bodina, uwięzionego przez Bizantyńczyków w odległej Antiochii.
Po tym doświadczeniu Michał zaczął szukać sojuszników w walce z Bizancjum. Uzyskał poparcie papieża i jego lenników Normanów włoskich. W 1077 roku papież Grzegorz VII przysłał mu insygnia koronacyjne. Tak doszło do utworzenia pierwszego królestwa na ziemiach serbskich. Michał, a potem jego syn Konstantyn Bodin, zabiegali o utworzenie niezależnej od Dubrownika czy Splitu katolickiej metropolii kościelnej z ośrodkiem w Barze. Wśród duchowieństwa Zety i w miastach górnej Dalmacji dominowała kultura łacińska. Nawet powstały w języku słowiańskim żywot świętego Jana Włodzimierza, został w XI wieku przełożony na łacinę. Kościół Zety został w 1051 roku objęty reformą przyjętą na synodzie lateraneńskim, co umacniało jedność i odrębność młodego królestwa.

### Apogeum potęgi
W 1081 roku, po śmierci Michała, tron objął Konstantyn Bodin. Wykorzystał najazd Normanów na Bizancjum, by przyłączyć do swego królestwa ziemie serbskie pozostające dotąd pod zwierzchnictwem bizantyńskim: Raszkę, Bośnię i Zahumle. W Raszce osadził żupanów ze swego dworu: Wukana i Marka, którzy założyli nową dynastię żupanów Raszki (pochodził z niej między innymi Stefan Nemania). W sąsiedniej Bośni władzę objął namiestnik Bodina, który otrzymał tytuł bana – nadawany zarządcom terytoriów przygranicznych. W 1089 roku Konstantyn Bodin uzyskał od papieża Klemensa III bullę ustanawiającą nową metropolię kościelną ze stolicą w Barze, obejmującą całe królestwo Zety – poza Barem obejmowała on diecezje: Kotor, Ulcinj, Svač, Skadar, Drivar, Pilot, Bośnia, Serbia i Trebinje. U schyłku panowania w 1096/1097 roku Bodin podejmował w swej stolicy Skadarze krzyżowców pierwszej wyprawy, którzy pod wodzą Rajmunda z Tuluzy przechodzili przez Dalmację w drodze do Konstantynopola. Konstantyn Bodin zmarł w 1101 roku. Po jego śmierci państwo pogrążyło się w wojnie domowej, w której walkę o tron podjęli bracia rodzeni i przyrodni Bodina, a także przedstawiciele bocznej gałęzi panującej dynastii wywodzący się od stryja Bodina Radosława.

### Walki o władzę
Po śmierci Bodina władzę w państwie objął, przyrodni brat Bodina Dobrosław, urodzony z Greczynki, pozbawiając tronu syna Bodina Michała. Władzy jego nie uznali synowie Radosława. Jeden z nich, Kočapar zbiegł do Raszki. Wielki żupan Raszki Wukan skorzystał z okazji do zrzucenia zwierzchnictwa zeckiego. W bitwie nad Moračą pokonał wojska Dobrosława, a na tronie Zety osadził Kočapara Radoslavljevicia. Gdy ten okazał się zbyt samodzielny, Wukan pozbawił go tronu i osadził na nim swego zięcia Włodzimierza – bratanka Bodina i Dobrosława. Włodzimierz panował w Zecie od około 1102 do 1115 roku. Gdy Wukan w 1106 roku został pokonany przez Bizancjum, w Zecie podniosła głowę opozycja, na czele której stanęła wdowa po Bodinie, królowa Jakwinta. Królowa otruła podobno króla Włodzimierza, aby utorować drogę do tronu swemu synowi Jerzemu Bodinoviciowi (1115-1118). Król Jerzy zawarł przymierze z Uroszem I, następcą Wukana na stolicy wielkożupańskiej w Raszce, aby wspólnie przeciwstawić się zbiegłym do Bizancjum potomkom Radosława. Bizancjum w tych zmaganiach okazało się silniejsze i przy pomocy wojska osadziło na tronie Zety Grubeszę Branislavljevicia (1118-1125) wnuka Radosława.

### Upadek
Zmiana władzy zapoczątkowała okres krwawych walk wewnętrznych pomiędzy stronnikami Bizancjum a obozem popieranym przez żupanów Raszki. Grubesza zginął w wojnie węgiersko-bizantyńskiej. Po jego śmierci tron odzyskał ponownie Jerzy (1125-1131). Jerzy został ostatecznie pokonany i uwięziony przez Bizantyńczyków, a na tronie Zety został osadzony przez wodza bizantyńskiego brat Grubeszy Gradihna Branislavljević (ok. 1131-1142). W okresie jego panowania Zeta wciąż jeszcze pozostawała rozległym państwem obejmującym oprócz dawnej Dukli również Trawunię, chociaż wedle słów Popa Duklanina: prawie całkowicie wyniszczonym i wyludnionym. Syn i następca Gradinhy, Radosław zrezygnował z tytułu królewskiego tytułując się już tylko kneziem zeckim. Zaatakowany przez żupana Raszki Urosza II utracił 2/3 terytorium. Wezwani na pomoc Bizantyńczycy zmusili Urosza do ucieczki w góry. Po zwycięstwie bizantyńskim nad połączonymi siłami serbsko-węgierskimi nad rzeką Tarą w 1150 roku władza Radosława nad Zetą została na krótki czas odbudowana. W 1162 roku wezwany przez opozycję wielki żupan Raszki Desa odebrał mu prawie całe państwo, pozostawiając wąski pas wybrzeża od Kotoru do Skadaru. Wkrótce po 1166 roku miasta te odebrał mu cesarz Manuel Komnen, tworząc w dawnej Zecie bizantyński okręg administracyjny zarządzany przez duksa Dalmacji i Dioklei rezydującego w Kotorze, Barze lub Skadarze. Kneź Radosław władał już tylko na dworze i w pozostawionych mu prywatnych posiadłościach. W 1189 roku te pozostałości po królestwie Zety jak i dukat bizantyński przyłączył do swego państwa wielki żupan Raszki Stefan Nemania.

## Społeczeństwo
Na czele społeczeństwa zeckiego stał książę i otaczający go możni: bani, żupani, później także bojarzy (boljari) i vlasteli. Oprócz możnowładców istniała liczna warstwa drobnych rycerzy zwanych: vojnici lub vlastelici. Przez długi czas utrzymywała się również wolna ludność wiejska żyjąca we wspólnotach terytorialnych. Król dysponował całą ziemią i zamieszkującą ją ludnością przekazując ją w drodze nadań Kościołowi lub możnym. Powstała w ten sposób nowa warstwa ludności chłopskiej zależnej przywiązana do ziemi, zwana meropsami lub z grecka parikami. Możnowładcy we własnych dworach gospodarowali przy pomocy ludności niewolnej - otroków. Grupa ta w ciągu XI i XII wieku stale rosła, powiększana przez zubożałych wieśniaków oddających się w niewolę możnych lub Kościoła jako serwowie.
Miasta położone w nadmorskiej części Zety: Skadar (nad Jeziorem Szkoderskim), Ulcinj, Budva i Kotor cieszyły się znaczną autonomią. Stare, rzymskie niegdyś miasta zamieszkiwała w sporej liczbie ludność romańska stopniowo ulegająca slawizacji. Władza w miastach należała do potomków późnorzymskiej arystokracji municypalnej i możnych Słowian, którzy dość licznie osiedlali się w miastach.

## Organizacja państwa
Na czele państwa stał król, który w swoich rządach opierał się na radzie złożonej z urzędników i wyższego duchowieństwa – zwanej sabor. Pewne prerogatywy zachował również ogół wojowników (Pop Duklanin nazywa go ludem, łac.: populus), który gromadził się na ogólnych zebraniach ludności wolnej i możnowładców. Do końca XII wieku do kompetencji zgromadzenia należało prawo wyboru nowego władcy spośród dynastii panującej oraz decyzje w sprawie wojny i pokoju. Stopniowo zgromadzenia zaczęto zwoływać coraz rzadziej, aż całkowicie zanikły.
Państwo dzieliło się na 4 prowincje zarządzane przez Banów i położone wewnątrz kraju liczne żupanie zarządzane przez żupanów i ich pomocników oraz zastępców setników. Żupanie nazywano: strana, oblast, predeo a nawet reka. Dzieliły się one na setki, a także na żupy lub na mniejsze od nich sela tworzące wspólnoty miejskie. Mniejsze żupanie obejmujące najwyżej 1 żupę, obejmowały zazwyczaj jedną dolinę rzeczną, tworząc jedną wspólnotę terytorialną. Banowie władający prowincjami mieli na swe rozkazy po 7 setników, którzy sprawowali w ich imieniu sądy i pobierali daniny. Głównym źródłem dochodów króla i możnowładców były daniny i powinności wolnej ludności wiejskiej, którymi król dzielił się ze swymi pomocnikami. Banowie i ich urzędnicy mieli prawo do połowy dochodu z danin, podczas gdy żupani tylko do trzeciej część dochodu. Reszta miała być przekazywana na dwór królewski, często jednak były to wielkości znacznie niższe. W rzeczywistości bowiem lokalni dygnitarze byli niemal udzielnymi władcami, niezbyt lojalnymi wobec swego zwierzchnika. Dochód przekazywany władcy szedł na potrzeby dworu, aparatu administracji i drużyny królewskiej.

## Kultura Zety

### Architektura
Z budownictwa zeckiego zachowały się ruiny twierdzy wraz z bramą w Starym Barze oraz szczątki pałacu w Krainie przy kościele św. Bogurodzicy na południe od Jeziora Szkoderskiego. Z architektury kościelnej przetrwały: trójnawowa bazylika św. Piotra de Campo pod Trebinjem i św. Archanioła na Prevalce. Rozwiniętą architekturę romańską tego okresu reprezentuje trójnawowa bazylika św. Trifuna w Kotorze wzniesiona w 1166 roku.

### Piśmiennictwo
Z terenu Zety pochodzi najstarsza kronika serbska Latopis Popa Duklanina. Autor – anonimowy duchowny (pop) napisał swe dzieło w latach 60. XII wieku. Należał do kleru metropolii zeckiej w Barze. W swej kronice wykorzystał najstarsze zabytki miejscowego piśmiennictwa: Genealogię książąt trebińskich, legendy o powstaniu Dubrownika i jego założycielu księciu Sylwestrze i Żywot św. Jovana Władimira. Latopis opowiada dzieje legendarnej, ogólnosłowiańskiej dynastii Svevaldiciów, wywodzącej się od Svevalda, syna króla gockiego Ostroila, brata Totili. Dzieło zostało napisane w języku starosłowiańskim a następnie przetłumaczone na łacinę.
W XI i XII wieku łacina wyparła w Zecie wcześniejsze piśmiennictwo głagolickie lub cyrylickie, które przetrwało w Raszce i w Bośni. W języku łacińskim były ryte napisy na murach miejskich i w kościołach Baru. Po łacinie sporządzano również dokumenty i zapiski.

## Lista władców Zety
- Stefan Dobrosław (ok. 1043-1050)
- Jego żona NN (1050-1052)
- Michał I (1052-1081)
- Konstantyn Bodin (1081-1101)
- Dobrosław II (1101-1102)
- Kočapar Radoslavljević (1102)
- Włodzimierz (1102-1115)
- Jerzy Bodinović (1115-1118)
- Grubesza Branislavljević (1118-1125)
- Jerzy Bodinović (1125-1131)
- Gradihna Branislavljević (1131-1142)
- Radosław Gradišnić (1148/1149- ok. 1183)[13]